# Thomas Myssing
Thomas Myssing Pedersen (født 7. april 1981 i Herstedøster) er en dansk professionel fodboldspiller, hvis primære position på banen er i angrebet og sekundært på den offensive midtbane.

## Spillerkarriere

### Klubkarriere
Myssing nåede at tilbringe tolv år hos Kjøbenhavns Boldklub som ungdomsspiller, hvor hans far, Benny Myssing, i øvrigt også spillede hele sin ungdom og seniorkarriere. Han debuterede sidenhen som ynglingespiller for F.C. Københavns reservehold (KB) efter at have skrevet kontrakt med Superligaklubben i slutningen af november 1997. Det blev imidlertid aldrig til spilletid på F.C. Københavns Superliga-trup, men derimod udelukkende på U/21-holdet (andetholdet i Danmarksserien), så i efteråret 1999 foretog han et klubskifte til hollandske SC Heerenveen og landets bedste fodboldrække, Æresdivisionen. Han tilbragte halvanden år hos klubben, men opnåede ikke at spille nogen førsteholdskampe i hverken ligaen eller pokalturneringen.
I juli 2001 vendte han derfor tilbage til dansk fodbold, færdiggjorde sin uddannelse som blikkenslager og skrev samtidig under på en treårig kontrakt med 1. divisionsklubben Herfølge Boldklub (et halvt år efter broderen Karsten Myssing), der havde sportslig virkning fra den 1. august. Han spillede her to år på henholdsvis klubbens førstehold i 1. division og andetholdet i Danmarksserien, hvor han blevet andetholdets suveræne topscorer med 17 mål.
Da der resterede et enkelt år tilbage af hans spillerkontrakt, valgte HB at udleje han for hele 2003/04-sæsonen til den nyoprykkede 1. divisionsklub Fremad Amager med start fra den 30. juli 2003. Han debuterede for klubben den 30. juli 2003 mod Taastrup FC i DBUs Landspokalturnering og fik senere sin hjemmebanedebut i Sundby Idrætspark, hvor han scorede alle tre mål i 3-1 sejren over FC Aarhus. Myssing opnåede i sin første sæson for klubben at spille 30 kampe og score i alt syv divisionsmål, hvilket gjorde ham til førsteholdets mest scorende spiller og fast mand i startopstillingen. Efter lejekontraktens udløb valgte han permanent at skifte til amagerkanerne på en deltidskontrakt.
I foråret 2005 blev han ramt af en korsbåndsskade, hvilket medførte en længerevarende skadespause på godt otte til ti måneder. På trods af at hans kontrakt med amagerkanerne udløb ved sommertid samme år, og grundet skaden derfor ikke blev forlænget, forblev han imidlertid ved klubben under sin genoptræning og fik derpå sit comeback på grønsværen som amatørspiller i en træningskamp hjemme mod Hvidovre IF den 25. februar 2006. Han kæmpede sig sidenhen tilbage til en kontrakt med fodboldklubben.

### Landsholdskarriere
Som ungdomsspiller opnåede han samlet fire kampe og to mål på U/17-landsholdet i efteråret 1997 (alle hjemmebanekampe) som repræsentant for Kjøbenhavns Boldklub.

## Ekstern kilde/henvisning
- Spillerprofil på fca.dk Arkiveret 11. november 2007 hos  Wayback Machine